# Lupin III (anime)
Ovo je članak o anime serijalu Lupin III. Za naslovnog lika, vidi članak Arsène Lupin III.

Lupin III je manga i anime serijal autora Kazuhika Katoa iz 1967. godine. Serijal prati bandu lopova, čiji je vođa Arsène Lupin III, u njihovim pothvatima u kojima kradu dragocjenosti te bježe pred zakonom.
Glavni lik je Arsène Lupin III, unuk Arsèna Lupina, lopova džentlmena iz serije novela Mauricea Leblanca. Pridružuju mu se Daisuke Jigen, revolveraš i Lupinov najbliži prijatelj i suradnik; Fujiko Mine, fatalna žena i Lupinova vječna opsesija; te Goemon Ishikawa XIII, majstor mačevanja. Družbu progoni inspektor Zenigata, cinični Interpolov detektiv čiji je jedini cilj u životu uhititi Lupina.
Do ožujka 2007. godine, Lupin franšiza sastoji se od četiri manga serijala, tri sezone animea, šest dugometražnih kino filmova, dva video izdanja, sedamnaest televizijskih specijala, četrdeset soundtrackova, dvadeset i devet videoigara, i jednoga mjuzikla.

## Likovi
NAPOMENA: Imena likova iznesena su po načinu imenovanja zapadnih kultura, u sljedećem redoslijedu: IME pa PREZIME.

### Arsène Lupin III
Arsène Lupin III unuk je Arsèna Lupina. On je najbolji i najvještiji lopov na svijetu. Ne bira što će ukrasti, no nikako nije bezosjećajan. Često će on i njegova družina zaustaviti planove opasnijih kriminalaca. Ponekad se ponaša nesposobno, ali to je najčešće dio krinke. Iako je bio uhićen i zatvoren mnogo puta, uvijek uspije pobjeći. Ponekad uživa u tehnološkim izumima. Njegova najveća slabost je prelijepa Fujiko Mine, u koju je zaljubljen, što ga često dovodi u nezgodne situacije.

### Daisuke Jigen
Daisuke Jigen je vješt revolveraš. Iznimno je brz (navodno može potegnuti pištolj i zapucati za samo 0.3 sekunde) i precizan. Često nosi šešir koji mu skriva oči, dajući mu mističniju pojavu. Vješt je u uporabi svih vatrenih oružja, poput strojnica, snajpera, pa čak i PTRS protutenkovskih pušaka. Njegova preciznost graniči s nemogućim, nikada ne promašujući ključni hitac. 

### Goemon Ishikawa XIII
Goemon Ishikawa XIII trinaesti je potomak generacije odmetnutih samuraja, počevši od Ishikawe Goemona, inače stvarne povijesne ličnosti. Posjeduje katanu imena Zantetsuken, što u prijevodu znači "mač koji reže čelik", a koji može prerezati bilo što. No, Zantetsuken se najčešće upotrebljava za rezanje neživih objekata. Goemon ovakvu upotrebu mača smatra nedostojnom. Objekti prerezani Zantetsukenom će se raspasti nekoliko sekundi nakon što Goemon završi sa samim činom rezanja. Goemon je tiha i povučena osoba te sudjeluje u Lupinovim pothvatima rjeđe od Daisuke Jigena.

### Fujiko Mine
Fujiko Mine vječni je objekt Lupinove želje (ili požude). Unatoč vanjskome izgledu. Fujiko je vrlo inteligentna i vješta osoba koja će upotrijebiti svoj ženski šarm da dobije ono što želi od muškaraca. Također je stručnjak za vatreno oružje, te je gotovo jednaka Lupinu u vještini prerušavanja i krađi. Često će sklopiti dogovor sa Zenigatom ili Lupinovim trenutnim neprijateljem u zamjenu za svoju slobodu ili dio plijena. Iako je Lupin svjestan da ga Fujiko iskorištava, najčešće će upravo ona dobiti većinu Lupinova ukradenoga plijena.

### Inspektor Zenigata
Inspektor Zenigata, punog imena Koichi Zenigata, ima samo jednu misiju u životu, a to je da uhiti Arsèna Lupina III. Zenigata je rađen prema poznatome japanskom borcu protiv zločina imena Zenigata Heiji koji je kao oružje koristio novčić. Inspektor Zenigata je iznimno vješt u bacanju lisica. Iako bi htio uhititi sve članove Lupinove družine, najviše je fokusiran na vođu - Lupina. Naizgled su Lupin i Zenigata najljući neprijatelji dok su u stvarnosti, zapravo, prijatelji; Lupin je nekoliko puta, misleći da je Zenigata poginuo, zaplakao, a nije im strano ni udruživanje protiv nekog zajedničkog neprijatelja. Lupin se često našali sa Zenigatom pri njihovu susretu, no Zenigatu je teško zabaviti, te uvijek ostaje smrtno ozbiljan. U animeu je prikazan kao smušeni, šeprtljavi detektiv koji stalno nešto mrmlja, ali u isto vrijeme je i vrlo vješt, uvijek znajući koji je Lupinov sljedeći potez.

## Televizijski serijal
Svaku sezonu animea Lupin III možemo prepoznati po boji Lupinove jakne (sakoa). Dugometražni filmovi slijede ovaj trend, te ih je, po boji jakne, otprilike moguće smjestiti u određeno doba Lupinove karijere, iako ima i iznimaka.
- Lupin III (prva sezona) 23 epizode (1971-1972.) (zelena jakna)
- Shin Lupin III (druga sezona) 155 epizoda (1977. – 1980.) (crvena jakna)
- Lupin III Part III (treća sezona) - 50 epizoda (1984. – 1985.) (ružičasta jakna)

Prva i treća sezona serijala imaju ozbiljniju, mračniju atmosferu, dok je druga sezona odiše ležernim, mjestimice komičnim tonom. Druga se sezona smatra najuspjelijim dijelom serijala. 

Epizode 4-23 prve sezone režirali su Hayao Miyazaki i Isao Takahata, vrlo uspješni anime autori koji kasnije osnivaju Studio Ghibli.
Masaaki Osumi (readtelj prvog pilot filma i polovice prve sezone serijala) odbio je suradnju na nastavcima ne prihvaćajući ideju o "Lupinu za mlađu publiku", koja je zaživjela u obliku druge sezone.
Druga sezona je poznata po tome što se prikazivala jednom tjedno u Japanu, tijekom tri godine. Ujedno je i prvi anime serijal koji se emitirao u stereo zvuku (od 99 epizode). Dvije epizode (145 "Albatross: Wings of Death" i 155 "Farewell, Beloved Lupin") režirao je Hayao Miyazaki.
Dugometražni filmovi radnjom pokrivaju sve ere Lupinove karijere.
Također, postojala je i kratkotrajni serijal Lupin VIII, uključujući potomke Lupina, Jigena, Goemona i Zenigate u svemiru. Zamišljena kao francusko-japanska suradnja, nije zaživjela zbog raznih problema oko licence.
Treća epizoda druge sezone, nazvana Hitler's Legacy ili To Be Or Nazi Be bila je zabranjena u SAD-u. U toj epizodi, ismijava se nacizam i Hitler, a sam Lupin se u jednom dijelu maskira u Hitlera.
Prema anketi TV Akashija iz 2006. godine, Lupin III je osvojio 39. mjesto na popisu najboljih japanskih animea.

## Filmovi
- Strange Psychokinetic Strategy (1974., igrani film)
- Lupin vs. The Clone (ili The Mystery of Mamo) (1978.)
- The Castle of Cagliostro (1979.)
- The Legend of the Gold of Babylon (1985)
- Farewell to Nostradamus (1995.)
- Dead or Alive (1996.)

## TV specijali i OVA
TV specijali prikazuju se krajem ljeta na NTV-u u Japanu, te su postali tradicija od 1989. godine. Najčešće su u trajanju oko 90 minuta. Do sada je izašlo 18 TV specijala.
- Bye-Bye Liberty Crisis (1989)
- Mystery of the Hemingway Papers (1990.)
- Steal Napoleon's Dictionary! (1991.)
- From Russia With Love (1992.)
- Orders to Assassinate Lupin (1993.) (ili Voyage to Danger)
- Burn, Zantetsuken! (1994.) (ili Dragon of Doom)
- The Pursuit of Harimao's Treasure (1995)
- The Secret of Twilight Gemini (1996)
- In Memory of the Walther P-38 (1997.) (ili Island of Assassins)
- Memories of the Flame: Tokyo Crisis (1998.)
- Da Capo of Love: Fujiko's Unlucky Days (1999.) (ili The Columbus Files)
- $1 Money Wars (2000.) (ili Missed by a Dollar)
- Alcatraz Connection (2001.)
- Episode 0: First Contact (2002.)
- Operation: Return the Treasure (2003.)
- Stolen Lupin (2004.)
- Angel Tactics (2005.)
- Seven Days Rhapsody (2006.)
- Elusiveness of the Fog (2007.)
- Sweet lost night (2008.)
- Lupin III vs Detective Conan (2009.)
- The Last Job (2010.)
- Blood Seal - Eternal Mermaid (2011.)

Prvi anime o Lupinu snimljen je 1969. godine i nazvan jednostavno Pilot Film (trajanje: 13 minuta) spada u OVA (Original Video Animation) kategoriju. Postoje još dva OVA: The Fuma Conspiracy (trajanje: 74 minute, 1987) i Return of the Magician (trajanje: 50 minuta, 2002).

## Odnosi između likova
Lupin i Zenigata dijele odnos koji bi se mogao opisati kao prijateljski, gotovo simbiotski.
Često Lupin ima priliku ubiti Zenigatu pa to naposljetku ne učini, i obratno. Zenigata se ponaša kao pravi inspektor, te želi lupina uhititi živa. U jednoj epizodi, kada je Lupin lažirao svoju smrt, Zenigata je otvoreno plakao.
Zenigata ne može podnijeti da ne lovi Lupina na duže vrijeme. Kada je uspio uhititi Lupina u četvrtoj epizodi prve sezone, strpljivo je čekao godinu dana da Lupin pobjegne da ga može ponovo početi loviti. Zenigata često uhiti brojne opasne kriminalce nakon što ih Lupinova družba onesposobi. To daje Zenigati veliki ugled, čime se objašnjava njegova mogućnost da uvijek i u svako vrijeme ima dozvolu za lov na Lupina.
Često se Lupin i Zenigata udruže protiv jačeg i opasnijeg neprijatelja. Da bi iskazao svoju zahvalnost, Zenigata daje družbi nekoliko minuta prednosti da pobjegnu prije nego što ih pokuša ponovo uhititi.
U serijalu se često pojavljuju potomci poznatih povijesnih ličnosti kao npr. Lawrence od Arabije III, te Nezumi Kozō IV.
Jigen je osuđen na propast u ljubavnom životu. Žene s kojima je bio u vezi ga ili ne vole, izdale su ga, ubijene su ili jednostavno veza nije uspjela. To je razlog Jigenovih ciničnih komentara na Lupinov odnos s Fujiko.
Lupin i njegova družba poznati su po tome što znaju upravljati transportnim sredstvom bilo koje vrste; automobilom, motociklom, avionom pa čak i NLO-om. Neka prijevozna sredstva, najviše automobile, upotrebljavaju češće nego ostale kao npr. 38/250 model SSK Mercedes-Benz iz 1929. godine, Mini Cooper, te Fiat 500. Fiat 500 je vrlo populariziran u seriji. Lupinova vozila često budu uništena, ili teško oštećena. Također, u vozila ugrađuju modifikacije, poput oružja ( rakete, mitraljezi, ...). Lupinovi auti i avioni najčešće dolaze u crvenoj boji, dok boja ostalih vozila nije varira.
Fujiko često pokazuje dublje osjećaje prema Lupinu kada je us smrtnoj nevolji. Kao što je prikazano u sedmoj epizodi druge sezone Tutankhamen's 3,000 Year-Old Curse, te nekoliko drugih. Ponekad, iako vrlo rijetko, Fujiko pokaže privrženost Lupinu te time vrti Lupina oko malog prsta. Sekundarni ženski likovi, ponekad nazivane Beta Girls, drugačije su iz filma u film. Neke imaju kraću vezu s Lupinom, dok neke uđu vezu s nekim likom iz Lupinove družine te im on pokušava pomoći da prebrode probleme.

## Problemi oko licence
Ime Lupin III stvorilo je niz problema oko licenciranja. Monkey Punch nije zatražio dozvolu za korištenje imena Lupin čija prava drži Maurice Leblanc. Kako se ime Lupin III ne odnosi na onog Lupina u Leblancovim novelama, nisu podignute tužbe ako se ime ne koristi izvan Japana. Kada je serijal Lupin III licenciran za strana tržišta, imena su morala biti izmijenjena. Streamline Pictures ga je preimenovao u "Wolf", Animeigo u "Rupan III". U Francuskoj nazvan je "Edgard de la Cambriole". Lupin je prešao u javno vlasništvo tijekom ranih 1990-ih, no NTV nastavlja licencirati TV specijale pod imenom Cliff Hanger (prema istoimenoj igri koja je koristila arhivske snimke iz Lupina III), a kasnije pod imenom Chase Tracer.

## Reference i posvete
Tijekom povijesti franšize, Lupin III ponekad aludira na avanture svoga djeda Arsèna Lupina. Čak i film The Castle of Cagliostro dobiva naziv iz djela La Comtesse de Cagliostro.
Mnoge epizode druge sezone odaju počast mnogim povijesnim osobama i pojavama poznatih u ono vrijeme. Npr., u 15. epizodi Lupin se nadmudruje protiv nekoliko detektiva, uključujući i unuka Sherlocka Holmesa, Holmesa III. Isti lik se pojavljuje i u 97. epizodi, iako drugačijeg izgleda. Također se isimjavaju i druge povijesne osobe kao Napoleon Zero (Napoleon I), James Dobon (James Bond) i Rasputan (Rasputin).
Nadalje, u 20. epizodi, zlikovac Hatler igra se s globusom, što je parodija Chaplinova Velikog diktatora. U 52. epizodi, nazvanoj Emmanuelle Is an Angel's Whisper, Emmanuelle je unuka poznatog detektiva iz djela Agathe Christie, Herculea Poirota. U epizodi Black Panther lik inspektora Conaiseaua je parodija na inspektora Clouseaua iz serijala Pink Panther, a lik Hakita je zapravo parodija Clouseaovog sluge, Cata Fonga. 
Parodije se nastavljaju u 52. epizodi nazvanoj The Border Is the Face of Farewell, koja je posveta britanskome filmu The Third Man. Zatim, 62. epizoda, naziva The Sound of the Devil's Bells Calls Lupin, posveta je britanskoj seriji The Prisoner. Američka TV serija Columbo također je našla svoje mjesto među brojnim parodiranim serijalima u 72. epizodi, The Skateboard Murder Mystery. U 78. epizodi, Diamonds Gleam in a Robot's Eye, parodira se američki TV serijal The F.B.I.
Broj parodiranih serijala i filmova se nastavlja, pa tako svoju pojavu u Lupinu III imaju Superman (Lupin se preruši u istoimenog lika), te inspektor McCloud u liku inspektora McCleana.
Lupin III odaje počast i animeima toga vremena, od kojih je jedan i posveta animeu The Rose of Versailles, u 101. epizodi, Versailles Burned with Love.
Mnogi drugi animei odavaju počast upravu serijalu Lupin, najčešće stilom odijevanja glavnih likova čija odijela sliče Lupinovim.

## Glazba
Lupin franšiza iznjedrila je mnogo soundtrackova različitih žanrova. Većinu skladbi skladao je poznati japanski jazz glazbenik, Yuji Ohno, koji suradnju na glazbenoj podlozi serijala započinje 1977. godine. Postoji i mnogo remikseva glavne Lupinove glazbene teme, u raznim aranžmanima - od reggaea pa do ska i punka. Lupinova glazbena tema jedna je od preopznatljivijih tema u svijetu animea.

## Vanjske poveznice
Službene stranice
- Lupin the Third Network (Japanski) zahtjeva Macromedia Flash plugin
- Web stranica Monkey Puncha (Japanski) zahtjeva Macromedia Flash plugin
- VAP-ova službena Lupin III web stranica  Arhivirana inačica izvorne stranice od 18. travnja 2001. (Wayback Machine) (Japanski)
- TMS-ova službena Lupin III web stranica (Japanski)
- Lupin III Manga  Arhivirana inačica izvorne stranice od 29. rujna 2007. (Wayback Machine) (Tokyopopova službena američka Lupin III web stranica)
- LupinTheThird.com  Arhivirana inačica izvorne stranice od 30. travnja 2008. (Wayback Machine) (Funimationova službena američka Lupin III web stranica)
- LupinOfficial.com (Geneon Entertainmentova službena amrička Lupin III web stranica)

Web stranice fanova
- Lupin III enciklopedija